# Dying of the Light – Jede Minute zählt
Dying of the Light – Jede Minute zählt (Originaltitel: Dying of the Light) ist ein US-amerikanischer Psychothriller mit Nicolas Cage in der Hauptrolle aus dem Jahr 2014. Der Film kam am 5. Dezember 2014 in die US-Kinos.

## Handlung
Evan Lake ist ein hochdekorierter CIA-Veteran und Intelligence Star-Empfänger, der mit seinem Schützling und engen Freund Milton „Milt“ Schultz auf einen Schreibtischjob in Langley reduziert wurde. Vor 22 Jahren wurde Lake während einer Operation in Afrika vom Terroristen Muhammad Banir gefangen genommen und gefoltert, wobei sein Kopf wiederholt geschlagen und sein Ohr verstümmelt wurde. Durch die Explosion während Lakes unmittelbar anschließender Befreiung wird Banir vermisst und für tot erklärt. Allerdings hat Lake Zweifel an Banirs Tod und sucht ihn seitdem. Infolge des Traumas, das er unter Folter erlitten hat, leidet Lake mittlerweile an einer frontotemporalen Demenz im Frühstadium, und sein Chef betrachtet ihn als eine potentielle Belastung für die Agency.
In Bukarest verfolgt die Polizei den kenianischen Staatsbürger Abdi, der einen verdächtigen USB-Stick mit sich führt. Im Anschluss an eine Verfolgungsjagd wirft sich der Kurier samt USB-Stick von einer Brücke.
Der rumänische Geheimdienst sendet die Dateien des wiedergefundenen USB-Sticks an die CIA, da sie diese aufgrund ihrer Beschädigung selbst nicht mehr rekonstruieren können. Infolgedessen findet Milt zwischen den großen Datenmengen des USB-Sticks einen Hinweis auf experimentelle Arzneimittel zur Behandlung von Thalassämie. Die Medikamente sind für einen anonymen kenianischen Kunden bestimmt und stammen aus einer Klinik der Universität Bukarest, die von Professor Dr. Iulian Cornel geleitet wird. Da Thalassämie erblich ist, kommt Milt zu dem Schluss, dass Banir dahinterstecken könnte, der die Lieferung des Arzneimittels über einen Mittelsmann, Dr. Wangari, bestellt. Dies teilt er Lake mit, der nun seinen Vorgesetzten bittet, Banir zu suchen. Dieser besteht jedoch weiterhin darauf, dass Banir tot ist und lehnt sein Anliegen ab. Während des Gesprächs, zu dem auch ein Arzt der CIA hinzugezogen wird, gerät Lake in einen heftigen Wutausbruch und wird infolgedessen vom Dienst suspendiert.
Währenddessen schickt Banir in Kenia seinen Mann Aasim nach Bukarest, um herauszufinden, warum Abdi das Medikament nicht geliefert hat.
Lake weiht Milt in seine Krankheitsgeschichte ein, die sich im Laufe der Zeit immer deutlicher bemerkbar macht. Als Lake kurzerhand nach Rumänien aufbricht, beschließt Milt mitzugehen.
In Bukarest treffen sich die Männer mit Michelle Zubarain, einer ehemaligen Journalistin, möglichen Agentin und Lakes ehemaliger Liebe. Durch sie erfahren die beiden, dass Cornel Banir die Medikamente liefert, die dieser benötigt. Als die drei den Professor aufsuchen, gibt er ihnen gegenüber schließlich zu, dass er von Banir gezwungen wird, nach Kenia zu reisen. Während Lake, Milt und Michelle das Bürogebäude des Professors verlassen, werden sie von Aasim gesehen. Am nächsten Tag kehrt das Trio in das Büro des Professors zurück, in der Hoffnung, demjenigen auf die Spur zu kommen, mit dem sich der Professor trifft. Nachdem Aasim sie erkennt, flüchtet er. Während Lake dem Professor Geld, Medikamente und Reisepass mit dem Argument entwendet, dass dieser so seiner ausweglosen Situation entkommen kann und Lake sich stattdessen in Kenia für Cornel ausgeben will, wird der flüchtende Aasim von Milt verfolgt und getötet, wodurch verhindert wird, dass er Banir kontaktieren kann.
Michelle findet einen Make-up-Spezialisten, der Lakes Äußeres dem Professor angleicht.
Anschließend fliegen Lake und Milt nach Mombasa. Das Täuschungsmanöver funktioniert, Lake wird aus der Stadt zu Banirs Versteck gebracht und ist durch diesen Trick und einen kleinen Nahkampf endlich allein mit Banir. Lake gibt sich dem Terroristen zu erkennen, hat aber in diesem Moment einen Anfall durch die Demenz verursachten Rückblenden, bei denen die Unterschiede zwischen dem jungen Terroristen, der Lake vor 22 Jahren verstümmelt hat, und dem jetzt alternden, zerbrechlichen und todkranken Mann sehr groß werden. Ohne weitere Maßnahmen zu ergreifen, verlässt Lake Banir abrupt.
Am nächsten Tag schlendern Lake und Milt durch den belebten Garten ihres Hotels in Mombasa, als ein Schuss fällt und ein junger Kenianer plötzlich neben Lake zusammenbricht. Lake sieht, dass Milt ebenfalls angeschossen wurde. Er erwidert das Feuer und tötet letztendlich beide Angreifer, wird jedoch selbst zweimal angeschossen. Als er versteht, dass Banir sie geschickt hat, fährt er nachts zurück zu Banirs Versteck, wo er sich mit Banir einen kurzen Messerkampf liefert, bevor er ihn tötet. Auf seiner Rückkehr nach Mombasa verliert er immer noch Blut und die Rückblenden und Stimmen kehren zurück. Lake scheint frontal in einen Lastwagen zu fahren. Die Schlussmomente des Films bewegen sich mit einem Voice-Over von Lake zum Arlington National Cemetery, nach Langley, zu Lake, der eine Rede hält, und zu Milt, der Michelle ein für sie wichtiges Andenken an Lakes gibt.

## Synchronisation
Die Synchronisation des Films übernahm die Splendid Synchron GmbH in Köln nach einem Dialogbuch und unter der der Dialogregie von Ilya Welter.
| Rolle             | Schauspieler    | Deutscher Sprecher  |
| ----------------- | --------------- | ------------------- |
| Evan Lake         | Nicolas Cage    | Martin Keßler       |
| Milton Schultz    | Anton Yelchin   | Arne Obermeyer      |
| Michelle Zuberain | Irène Jacob     | Ilya Welter         |
| Muhammad Banir    | Alexander Karim | Peyman Khadem-Saba  |
| Mbui              | Adetomiwa Edun  | Daniel Sellier      |
| Dr. Clayborne     | Geff Francis    | Maximilian Hilbrand |
| Dr. Sanjar        | Silas Carson    | Martin L. Schäfer   |

## Kritik
Laut dem Lexikon des internationalen Films handelt es sich um einen „abgründigen Thriller, der zugleich ein von einem überragenden Hauptdarsteller getragenes Psychodrama um die Sinnlosigkeit des ‚War on Terror‘ ist.“